# Jordan Kent
Jordan Russell Kent (Dhahran, 14 luglio 1984) è un ex giocatore di football americano statunitense che ha militato nel ruolo di wide receiver nella National Football League.

## Carriera

### Seattle Seahawks
Al college Kent giocò a football a Oregon dove tuttavia non iniziò a militare nella squadra dell'istituto prima del penultimo anno. In precedenza a Oregon aveva praticato pallacanestro e atletica leggera. Fu selezionato dai Seattle Seahawks nel corso del sesto giro (210º assoluto) del Draft NFL 2007. Rimase nella squadra di allenamento fino al 7 ottobre 2008, dopo di che fu promosso nel roster attivo. In seguito giocò negli special team e si allineò come ricevitore nella gara della settimana 10 contro i Miami Dolphins. Fu svincolato il 5 settembre 2009.

### St. Louis Rams
Kent firmò con i St. Louis Rams il 17 novembre 2009 e con essi fece registrare la sua prima ricezione da 5 yard il 3 gennaio 2010, contro i San Francisco 49ers. Fu svincolato il 3 settembre 2010.